# Stein, Limburg
Stein este o comună și o localitate în provincia Limburg, Țările de Jos. 

## Localități componente
Stein, Berg aan de Maas, Catsop, Elsloo, Maasband, Meers, Nattenhoven, Urmond.